# B. C. Icemen
Die B. C. Icemen waren eine US-amerikanische Eishockeymannschaft aus Binghamton, New York. Das Team spielte von 1997 bis 2002 in der United Hockey League.

## Geschichte
Die Mannschaft wurde 1997 als Franchise der United Hockey League gegründet. Nachdem die Mannschaft in ihren ersten beiden Spielzeiten jeweils in der ersten Runde der Playoffs um den Colonial Cup gescheitert war, erreichte sie in der Saison 1999/2000 Runde zwei, in der sie nach einem Freilos mit 2:4 Siegen den Fort Wayne Komets unterlagen. Dies stellte den größten Erfolg der Franchise-Geschichte dar. Diesen Erfolg konnten sie 2002 wiederholen. In den Jahren 1999 und 2000 belegten die B. C. Icemen in der regulären Saison jeweils den ersten Platz der Eastern Division.
Im Anschluss an die Saison 2001/02 wurde das Franchise aufgelöst. Die Lücke, die dadurch in der Stadt entstand, wurde daraufhin von den Binghamton Senators aus der American Hockey League gefüllt.

## Saisonstatistik
Abkürzungen: GP = Spiele, W = Siege, L = Niederlagen, T = Unentschieden, OTL = Niederlagen nach Overtime SOL = Niederlagen nach Shootout, Pts = Punkte, GF = Erzielte Tore, GA = Gegentore, PIM = Strafminuten
| Saison  | GP | W  | L  | T | OTL | SOL | Pts | GF  | GA  | Platz         | Playoffs                        |
| 1997/98 | 74 | 25 | 40 | — | —   | 9   | 59  | 237 | 339 | 5., East      | Niederlage in der ersten Runde  |
| 1998/99 | 74 | 39 | 30 | — | —   | 5   | 83  | 280 | 238 | 1., Eastern   | Niederlage in der ersten Runde  |
| 1999/00 | 74 | 47 | 20 | — | —   | 7   | 101 | 279 | 222 | 1., Eastern   | Niederlage in der zweiten Runde |
| 2000/01 | 74 | 31 | 34 | — | —   | 9   | 71  | 263 | 290 | 3., Northeast | nicht qualifiziert              |
| 2001/02 | 74 | 39 | 27 | — | —   | 8   | 86  | 233 | 237 | 2., Eastern   | Niederlage in der zweiten Runde |

## Team-Rekorde

### Karriererekorde
Spiele: 303  Justin Plamondon
Tore: 160  Chris Grenville
Assists: 146  Chris Grenville
Punkte: 306  Chris Grenville
Strafminuten: 643  Matt Ruchty

## Bekannte Spieler
- Keith Aucoin
- James Desmarais
- Boyd Kane
- Pete Vandermeer